# Tivoli (Aix-la-Chapelle, 2009)
Le Tivoli est un stade de football situé à Aix-la-Chapelle dans le Land de Rhénanie-du-Nord-Westphalie en Allemagne.
Depuis 2009, c'est le domicile de l'Alemannia Aachen. Le Neuer Tivoli a une capacité de 32 960 places dont 19 345 places assises et 11 681 places debout. Pour les matchs internationaux, la capacité est réduite à 27 250 places toutes assises. De plus, le stade dispose de divers espaces VIP (loges...) et pour les médias.

## Photographies

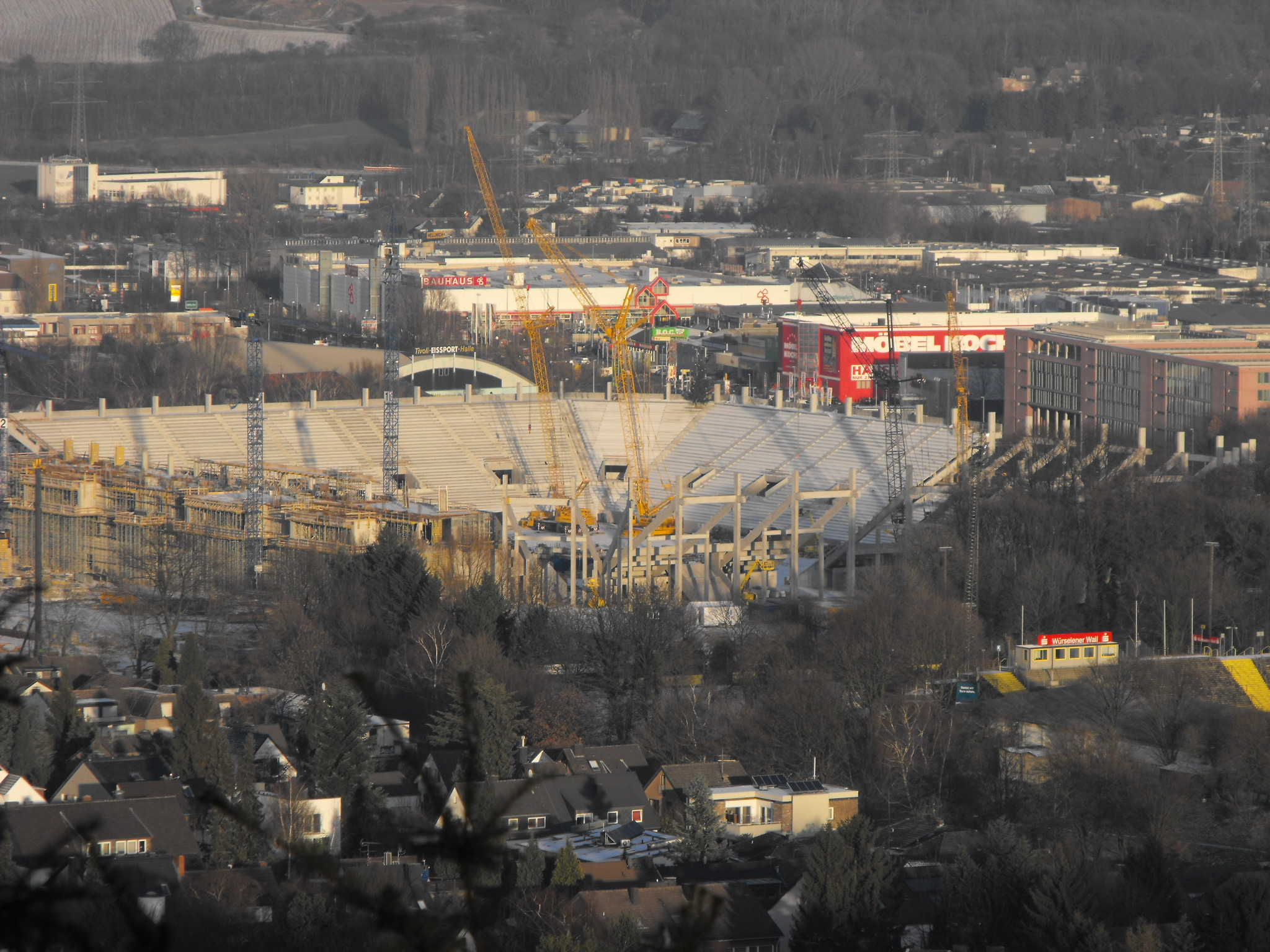
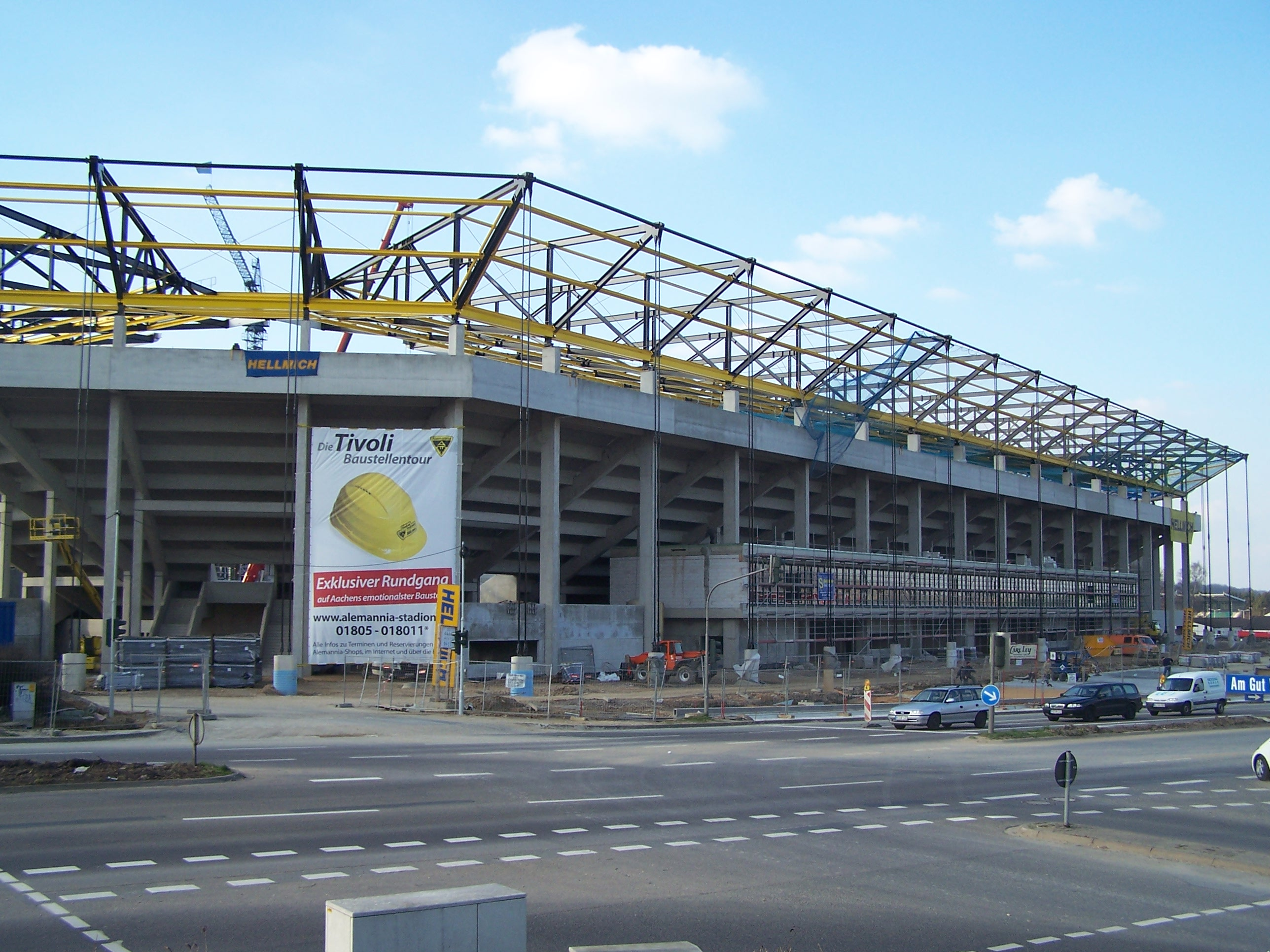
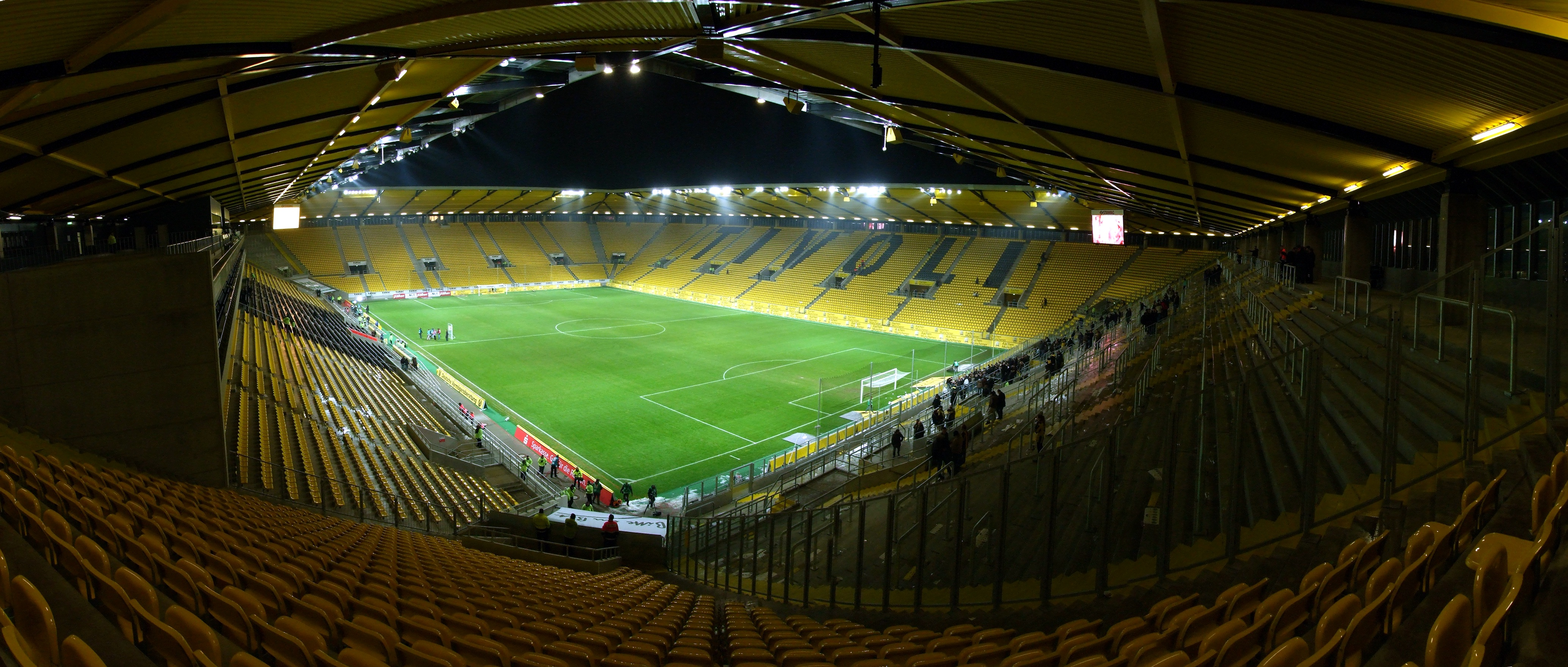
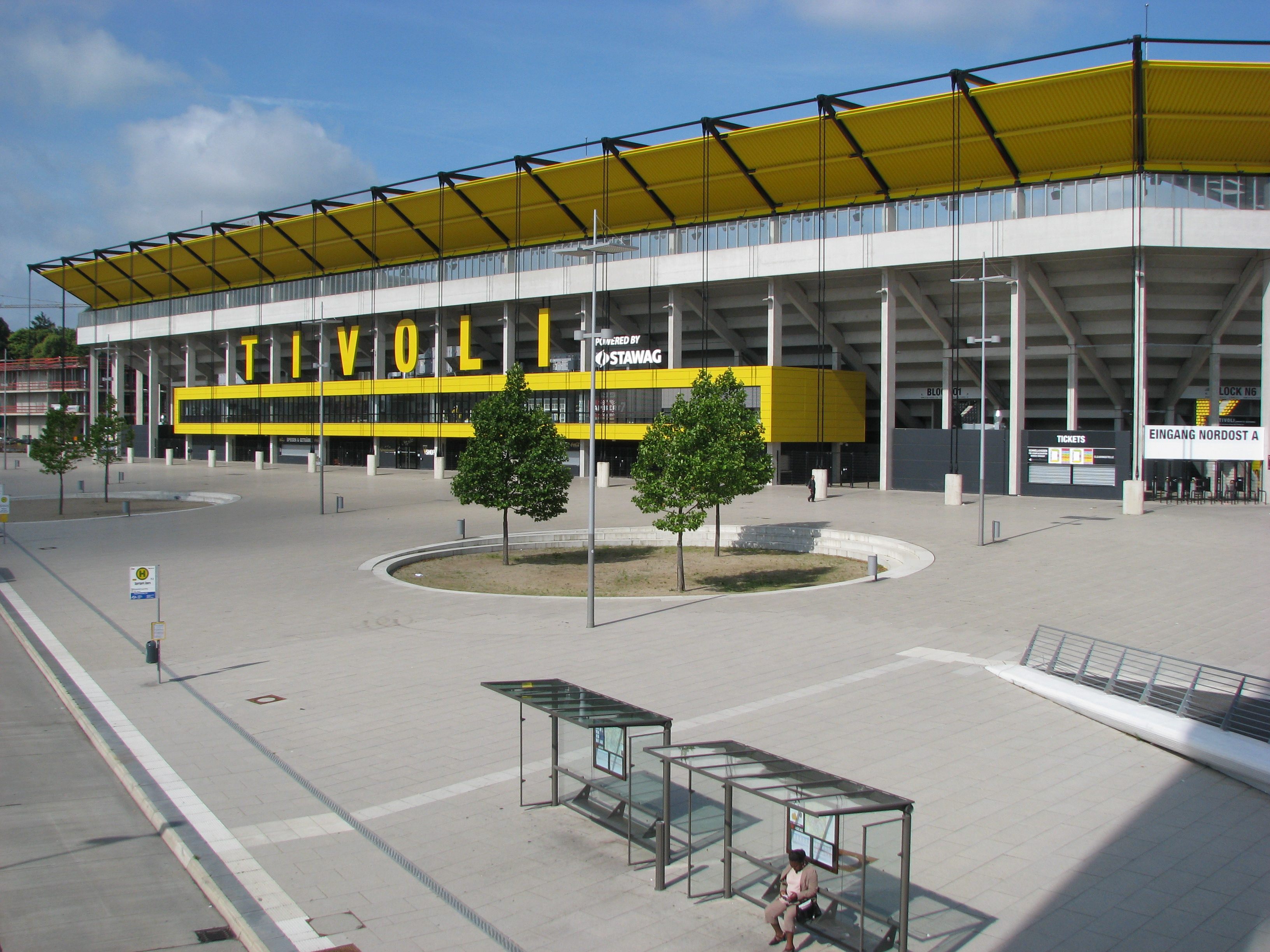
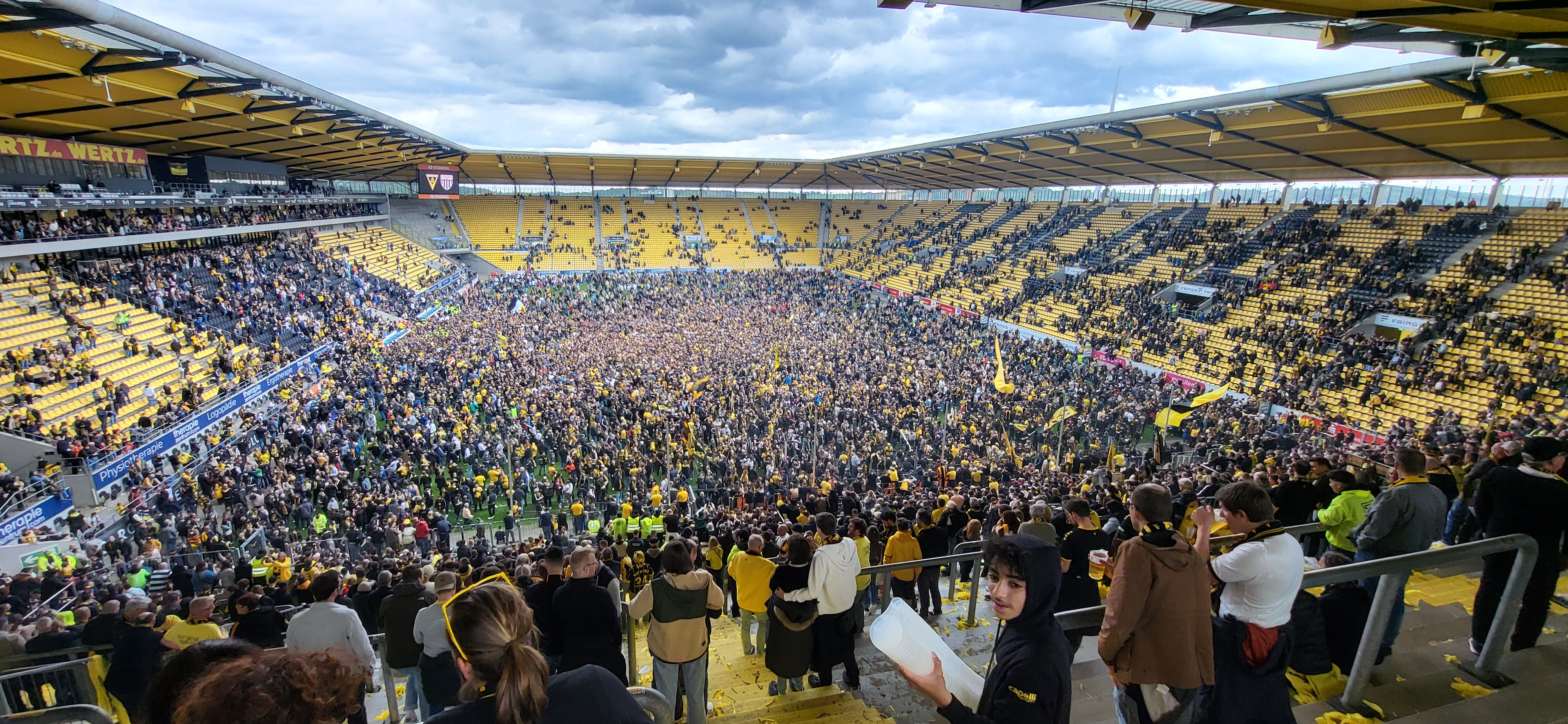